# Frankfurt nad Odrou
Frankfurt nad Odrou (oficiální německý název Frankfurt (Oder), dříve Frankfurt an der Oder, lužickosrbsky Frankobrod) je město v Německu, v Braniborsku. Leží na levém břehu řeky Odry, naproti polskému městu Słubice, které bylo až do roku 1945 částí Frankfurtu.

## Geografie
Sousední obce: Treplin, Lebus, Słubice (Polsko), Brieskow-Finkenheerd, Groß Lindow, Müllrose, Briesen a Jacobsdorf.

## Osobnosti
- Ulrich von Hutten (1488–1523), humanista
- Thomas Müntzer (1489–1525), Lutherův žák, reformátor a vůdce povstalců během selské války
- Martin Opitz (1597–1639), německy básník
- Alexander Gottlieb Baumgarten (1714–1762), německý filozof
- Carl Philipp Emanuel Bach (1714–1788), německý cembalista, skladatel a pedagog
- Wilhelm von Humboldt (1767–1835), německý diplomat, filozof, jazykovedec, zakladatel Humboldtovy univerzity v Berlíně
- Alexander von Humboldt (1769–1859), německý přírodovědec a spoluzakladatel geografie jako empirické vědy
- Heinrich von Kleist (1777–1811), německý dramatik, lyrický básník a publicista
- Erich Höpner (1886–1944), generálplukovník Wehrmachtu
- Konrad Wachsmann (1901–1980), německý architekt
- Manuela Schwesig (* 1974), německá politička

## Partnerská města
- Gorzów Wielkopolski, Polsko, 1975
- Heilbronn, Německo, 1988
- Kadima-Coran, Izrael, 1997
- Nîmes, Francie, 1976
- Słubice, Polsko, 1975
- Vantaa, Finsko, 1987
- Vitebsk, Bělorusko, 1991
- Yuma, Arizona, USA, 1997